# Корчевников, Борис Вячеславович
Бори́с Вячесла́вович Корче́вников (род. 20 июля 1982, Москва, СССР) — российский телеведущий, медиаменеджер, журналист, общественный деятель, пропагандист, актёр театра, кино и телевидения.
Член Академии российского телевидения с 2010 года. Ведущий программ «Хочу верить!», «История российского шоу-бизнеса» и «История российского юмора» на «СТС» (2009—2013), ток-шоу «Прямой эфир» (2013—2017), проектов «Судьба человека» (с 2017), «Далёкие близкие» (2018—2019) и «Жизнь и судьба» (2022—2024) на телеканале «Россия-1». С мая 2017 года — генеральный директор и генеральный продюсер первого общественного православного телеканала «Спас». С 28 июня 2019 года — член Общественной палаты России. Лауреат премии Правительства Российской Федерации в области средств массовой информации (2021). Трижды лауреат премии «ТЭФИ» (2010, 2019). Автор книги «Имя России. Духовная история страны» (2020).
За распространение российской пропаганды в ходе вторжения России на Украину находится в санкционных списках всех стран Евросоюза, Украины и Швейцарии.

## Биография
Родился 20 июля 1982 года. Мать — Ирина Леонидовна Корчевникова (род. 2 июля 1946), Заслуженный работник культуры Российской Федерации, с 1973 года работала в МХТ имени А. П. Чехова — заместителем главного инженера, помощником Олега Ефремова, потом заместителем директора, с 2000 года была директором музея МХАТа. Работала директором Театра кукол имени С. В. Образцова (2013—2019 года, в 2012—2013 — исполняющая обязанности директора). В 2007 году была награждена орденом Почёта.
Рос без отца. Тем не менее, они познакомились, когда Борису было 13 лет. Отец — Вячеслав Орлов (30 августа 1946 — 13 октября 2015), работал заведующим художественно-постановочной частью Театра имени Владимира Маяковского у режиссёра Андрея Гончарова, более 30 лет работал директором Московского драматического театра имени А. С. Пушкина, в сентябре 2012 года покинул свой пост по состоянию здоровья, став президентом театра, умер 13 октября 2015 года на 70-м году жизни. Кроме сына, у него есть ещё дочь на 12 лет старше, работает учительницей начальных классов.
В январе 2018 года был зарегистрирован доверенным лицом Владимира Путина на президентских выборах 18 марта 2018 года.
28 июня 2019 года включён Президентом России Владимиром Путиным в состав Общественной палаты Российской Федерации.

### Театр
С 7 лет играл на сцене. Исполнял роль юного Давида Шварца в спектакле «Матросская тишина» заменив другого артиста Владимира Гурылева, прошедшего пробы и отбор (постановка Олега Табакова), впоследствии принимал участие в спектаклях МХТ имени А. П. Чехова.

### Образование
В 1998 году поступил на актёрский факультет Школы-студии МХАТ и на факультет журналистики МГУ имени М. В. Ломоносова одновременно, но в конечном итоге принял решение получать высшее образование в МГУ. Готовился к поступлению на факультет журналистики. По собственному признанию, поступить на журналистский факультет МГУ было очень сложно, а учиться — интересно и легко (несмотря на то, что однажды он пересдавал стилистику русского языка шесть раз). Учился сценической речи и мастерству диктора у Феликса Тобиаса. Завершил обучение в 2003 году.

### Болезнь
7 августа 2015 года в передаче «Прямой эфир» сообщил, что 14 июля 2015 года перенёс операцию по удалению доброкачественной опухоли головного мозга, которая затронула слуховой нерв. В своей передаче «Судьба человека» от 2 июля 2019 года рассказал о прохождении длительного курса лечения, который стал причиной лишнего веса.
В 2022 году в передаче «Судьба человека» рассказал, что в три года он оглох на одно ухо из-за менингита.

## Телевидение
- В 1994—1997 годах — ведущий и репортёр в программе для детей «Там-там новости» (РТР).
- В 1998—2000 годах — ведущий и репортёр в программе для молодёжи «Башня» (РТР).
- С 2001 года работал внештатно, а с 2002 года — штатно корреспондентом службы информации телеканала НТВ (готовил репортажи для программ «Сегодня»[18], «Намедни»[19], «Личный вклад»[20], «Страна и мир», «Профессия — репортёр», «Сегодня. Итоговая программа», «Главный герой»[21] и других)[22]. Впоследствии он так отзывался о работе на данном канале и о полученном опыте работы:

«Леонид Парфёнов не то чтобы научил меня журналистике, он научил меня, как не надо её делать. Он показал, как существовать в этой профессии. Когда один раз попал в этот мир, уже не можешь от него отказаться, а потом начинает казаться, что кроме этого ты больше ничего не умеешь…»
«Я всегда работал в конкурентной среде. Будучи репортёром, изумлялся мастерству Антона Хрекова, Алексея Пивоварова, Павла Лобкова, Андрея Лошака, Николая Картозия, Никиты Анисимова, Бориса Кольцова. Учился у них, восхищался, но ни разу не позавидовал…»
- В 2008 году уволился с НТВ и перешёл работать на СТС[24]. Изначально работал директором Департамента регионального вещания телеканала[25].
- 2008 год — ведущий документального фильма «Румыния. Албания. Две судьбы» из цикла «Планета Православия» (эфир от 5 апреля 2008 года, телеканал «Россия»).
- 2009 год — ведущий документального сериала «Концлагеря. Дорога в ад»[26] (6 фильмов, телеканал «ТВ Центр»).
- В 2009—2010 годах — автор и ведущий программы «Хочу верить!» (87 передач, канал СТС)[27][28].
- В 2010—2011 годах — креативный продюсер канала СТС.
- В 2010 году — автор и один из ведущих документального проекта «История российского шоу-бизнеса» в паре с Сергеем Шнуровым (20 выпусков, канал СТС)[29].
- В 2012 году — один из ведущих документального проекта «Советская Эстрада. От гопников до рокеров» (было отснято 12 выпусков, в эфир проект так и не вышел, канал СТС).
- 20 января 2013 года на канале НТВ состоялась премьера документального авторского фильма-расследования «Не верю!», вызвавшего широкий общественный резонанс.
- В 2013 году — один из ведущих документального проекта «История российского юмора» в паре с Василием Уткиным[30] (было отснято 20 выпусков, в эфир вышли только 4, канал СТС).
- С 13 мая 2013 по 9 августа 2017 года — ведущий ток-шоу «Прямой эфир» на телеканале «Россия-1»[31], сменил на этом месте Михаила Зеленского[32].
- 24 мая 2013 года — один из ведущих гала-концерта «День славянской письменности и культуры — 2013» на Красной Площади (прямая трансляция осуществлялась телеканалом «Культура»).
- 25 июля 2013 года — один из ведущих торжественного концерта «1025 лет Крещения Руси» на Красной Площади (телеверсия вышла в эфир на канале «Культура» 28 июля 2013 года).
- 9 мая 2015—2018 годов — один из ведущих акции «Бессмертный полк» (прямая трансляция осуществлялась телеканалом «Россия-1»)[33].
- 13 мая 2015 года — участник постановки «Наследники князя Владимира: линия времени — обратный отсчёт»[34].
- С 5 октября по 22 ноября 2016 года — ведущий проекта «Команда» с Рамзаном Кадыровым на телеканале «Россия-1»[35][36].
- 3 мая 2017 года по благословению Святейшего Патриарха Московского и всея Руси Кирилла назначен генеральным директором и генеральным продюсером общественного православного телеканала «Спас»[37][38]. Сменил на занимаемом посту Бориса Костенко[39].
- Со 2 октября 2017 года — ведущий программы «Судьба человека» на телеканале «Россия-1»[40].
- С 6 октября 2018 по 13 июля 2019 года — ведущий проекта «Далёкие близкие» на телеканале «Россия-1»[41][42].
- С 10 октября 2022 по 30 ноября 2024 года — ведущий проекта «Жизнь и судьба» на телеканале «Россия-1».

## Участие в программах
- 14 сентября 2006 года — «Истории в деталях» (СТС).
- 5 октября 2006 года и 12 ноября 2007 года — «Детали» (СТС).
- 6—8 января 2008 года — член жюри праздничного танцевального конкурса «Рождественский бал» (телеканал «Россия»)[43].
- 19 июля 2010 года — «Этюды» (телеканал «Глас»).
- 3 апреля 2011 года — «Как я познакомился с „Фомой“, часть 5» (православный журнал «Фома»).
- 24 апреля 2012 года — «Специальный корреспондент. Провокаторы» (телеканал «Россия-1»).
- 22 февраля 2013 года — «Диалог под часами» (телеканал «Спас»).
- 21 марта 2013 года — «Борис Корчевников о Великом посте» (православный журнал «Фома»).
- 10 марта, 31 марта, 7 апреля 2013 года — «Форт Боярд» («Первый канал», выпуски № 3, 6 и 7).
- Принимал участие в съёмках телеигры «Куб» для «Первого канала», однако передача в эфир так и не вышла, поскольку Борис стал ведущим ток-шоу «Прямой эфир» на канале-конкуренте — «Россия-1».
- 31 декабря 2016 года — «Новогодний парад звёзд 2016—2017» (телеканал «Россия-1»).
- 1 января 2017 года — «Новогодний Голубой огонёк-2017» (телеканал «Россия-1»).
- 10 сентября 2017 года — был гостем программы «Когда все дома» (телеканал «Россия-1»)[44].

## Критика

### Резонанс вокруг фильма «Не верю!»
20 января 2013 года телеканал НТВ показал фильм-расследование Корчевникова «Не верю!», в анонсе которого создатели обещали рассказать о том, «кто стоит за попытками очернить церковь, каков результат кампании и добились ли её сценаристы успеха». В фильме, который не был объявлен в программе телеканала, рассказывается о том, как «оплаченные блогеры и политтехнологи», действующие «под прикрытием современного искусства», организуют информационные атаки на церковь. В числе критиков церкви в фильме названы блогеры Рустем Адагамов и Игорь Бигдан, галерист Марат Гельман, коллекционер и меценат Виктор Бондаренко, также показаны телеведущие Владимир Познер и Леонид Парфёнов.
Председатель синодального отдела по взаимодействию церкви и общества Московского патриархата Всеволод Чаплин заявил о том, что документальный фильм правильно передаёт отношение общества к нападкам на православную церковь. Чаплин также заявил, что силы, выступающие против церкви, предложили обществу «якобы самый прогрессивный и безальтернативный» путь развития, который, в действительности, «уже привёл в духовный и нравственный тупик страны Запада и принадлежит не будущему, а прошлому».
Интервью создателям программы дали лидер партии «Яблоко» Сергей Митрохин и блогер Рустем Адагамов. Опасаясь монтажа, Митрохин выложил полную версию своего интервью Корчевникову.
Леонид Парфёнов, работавший ранее с Корчевниковым, в своём блоге в Живом журнале отрицательно отнёсся к его фильму, отметив переход на личности, к которому прибегли создатели, и сравнил фильм с эпохой 1940-х годов, «когда студенты сообщали „куда надо“ про антинародность своих преподавателей и прочее».
Обозреватель радиостанции «Коммерсантъ FM» Константин Эггерт раскритиковал фильм Корчевникова, указав на отсутствие логики в его работе, передёргивания, монтаж и невежество самого создателя. Журналист охарактеризовал фильм как «беспомощную даже в качестве пропагандистского инструмента агитку».
Журналист Ленты.ру Елизавета Сурганова высказала мнение, что фильм снят крайне необъективно, поскольку создатели не разъяснили суть предъявляемых претензий к православной церкви и её священникам, и подобными фильмами руководство НТВ стравливает друг с другом собственных журналистов, поскольку критике Корчевникова подверглись как бывшие (Леонид Парфёнов, Евгений Киселёв), так и нынешние (Вадим Такменёв) сотрудники телеканала.

#### Ответы на критику
Сам Корчевников в интервью журналисту Lenta.ru Илье Азару в ответ на критику своего фильма отметил, что фильм «пропагандистским не считает, похоже, даже большинство самых негативных комментаторов — и в этом слышится даже разочарование какое-то», поскольку считает, что вместо документального фильма «Анатомия протеста», ранее выпущенного НТВ, «показали батюшку, что воспитал 160 детей, и другого — что дал родиться почти двум тысячам младенцев…», хотя и подчеркнул, что «в лучшем случае его считают непрофессиональным — тут я целиком согласен, но чего тогда так горячо обсуждать, мало ли поделок выходит каждый день на экране». На вопрос о квартире и часах патриарха Московского и всея Руси Кирилла, и о том, может ли священник иметь дорогие вещи, Корчевников ответил, что «это ни к вере, ни к реальным проблемам Церкви не имеет отношения», указав, что «в громадной стране Церковь — единственная сила, которая на местах мобилизует людей», а также «даёт смысл их жизни — потому что опытно даёт узнать вечность, заряжает своих членов колоссальной созидательной энергией — энергией служения тем, кто вокруг», высказывая мнение, что по этой причине «христиане оказываются в большинстве своём всё же лучшими работниками, лучшими семьянинами и тому подобное», но отмечая, что «вот от этой пропаганды какой-то лакейской ерунды (часов каких-то) Церковь — бесконечно слабая», поскольку в ней нет «централизации» и всё держится на «человеческом факторе», что и приводит к порицанию.
В целом он убеждён, что «гибнет-то не она, гибнут в результате те, кто из-за такой подачи информации в Церковь не придут», а с учётом огромного числа абортов и самоубийств в России «кто, если не Церковь, с этим борется». Относительно обвинений в «предательстве Парфёнова» и критического комментария самого журналиста, Корчевников сказал, что «Лёня просил не комментировать». Касательно обвинений участников фильма в искажении данных он отметил, что «герои увидели себя со стороны, возможно», и не считал необходимым представляться, поскольку «мы ко всем шли с открытым забралом». На вопрос о «главном враге Церкви» Корчевников ответил, что такого человека нет, поскольку «главный враг Церкви тот же, что и у нас с вами — грех», от которого все «страдаем не меньше, чем Церковь», подчеркнув, что «в фильме частично эта мысль просвечивает».
Корчевников отверг утверждение, что «оппонентам» не была предоставлена возможность аргументированного ответа на перечисленные им претензии и критику Русской православной церкви, указав, что критически настроенным участникам было «отдано больше времени», и полагая, что «там „оппонентов“ никаких нет», поскольку в фильме показана не война против «против Церкви» и «там вообще нет никаких „позиций“», а всего лишь «вылитые картины разных миров». Он убеждён, что во время антицерковной кампании большинство критиков выступало «бесплатно, совершенно искренне» и в фильме было лишь показано, что «технологии есть», когда «под видом „современного искусства“ работают политтехнологи», и «этого не скрывают и сами его деятели».
При этом Корчевников согласен, что «в большинстве случаев» критика Церкви носит объективный и искренний характер, поскольку «без повода никто не критикует — так как это громадная организация, повод всегда найдётся», хотя и убеждён, что «объективностью мог обладать тот критик, что знает Церковь — то есть воцерковленный человек», однако «от таких критики и не было». В ответ на то, что многие недовольные назвали фильм слабой журналистской работой, «бесконечной клиповой нарезкой» и «кашей», Корчевников сказал, что с этим «совершенно согласен».

### Санкции
16 декабря 2022 года, на фоне вторжения России на Украину, внесён в санкционный список всех стран Евросоюза за распространение официальной российской пропаганды.

Он распространяет российскую пропаганду через своё шоу «Судьба человека» на государственном телеканале «Россия-1», а также имеет большую аудиторию в социальных сетях, где распространяет официальную российскую пропаганду… В его комментариях Запад и Украина ассоциируются с безбожием и дьяволом, что соответствует официальной российской пропаганде, утверждающей, что одной из целей агрессивной войны против Украины является «борьба с безбожием». Кроме того, он распространяет пропаганду через своё шоу. Борис Корчевников участвует в сборе средств для пророссийских боевиков и призывает россиян делать пожертвования. Таким образом, он публично выразил свою поддержку агрессивной войне против Украины. Эти действия стали частью пропагандистской кампании российских властей, направленной на увеличение поддержки военной агрессии среди граждан России.— «Официальный журнал Европейского союза», Брюссель, 16 декабря 2022 года
21 декабря 2022 года попал под санкции Швейцарии по аналогичным основаниям.
15 января 2023 года был внесён в санкционный список Украины за распространение российской пропаганды. Помимо запрета въезда на Украину, санкции предполагают блокировку активов на территории страны, приостановку выполнения экономических и финансовых обязательств, прекращение культурных обменов и сотрудничества, лишение украинских госнаград.
19 марта 2025 года Служба безопасности Украины предъявила обвинения Борису Корчевникову по трём уголовным статьям: посягательство на территориальную целостность Украины, оправдание агрессии РФ против Украины и незаконное пересечение границы.

## Взгляды
Утверждает, что является верующим православным человеком. Соучредитель антиабортной общественной организации «Женщины за жизнь».
24 апреля 2012 года по каналу «Россия-1» был показан фильм Аркадия Мамонтова «Провокаторы», посвящённый группе «Pussy Riot». Одним из приглашённых гостей выступил Борис Корчевников, в ходе программы заявивший, что его отцом является Иисус Христос, а матерью — Божья Матерь. В интервью журналисту Lenta.ru Илье Азару Борис Корчевников пояснил, что имел в виду «то же, что имеет в виду Церковь, называя Богородицу Матушкой всех христиан, и главную молитву к Господу — начиная со слов „Отче наш“».
Поддержал российское вторжение на Украину. В октябре 2022 года в эфире Соловьёв Live на фоне иконостаса со слезами назвал не желающих идти на фронт «мусором» и «тленом», пригрозив им расправой со стороны божественных сил, о которой якобы говорится в Священных Писаниях.
В 2024 году стал доверенным лицом кандидата в президенты России Владимира Путина.
После смерти Алексея Навального выступал с его критикой.

## Фильмография

### Игровое кино
| Год       |    | Название                    | Роль                    |
| --------- | -- | --------------------------- | ----------------------- |
| 1997      | тф | Матросская тишина           | Давид, школьник         |
| 2002      | с  | Воровка 2. Счастье напрокат | Максим Макеев           |
| 2003      | с  | Другая жизнь                | Сева                    |
| 2003      | с  | Марш Турецкого 3            | эпизодическая роль      |
| 2006—2007 | с  | Кадетство                   | Илья Синицын, суворовец |
| 2008      | ф  | Тариф «Новогодний»          | Пашка, друг Алёны       |
| 2010      | с  | Десантный батя              | Рябушкин                |
| 2010      | ф  | Чёрный баран                | Мишка                   |
| 2011      | с  | Ребята и Параграф           | Параграф (главная роль) |
| 2021      | ф  | С неба и в бой              | Рябушкин                |

## Награды

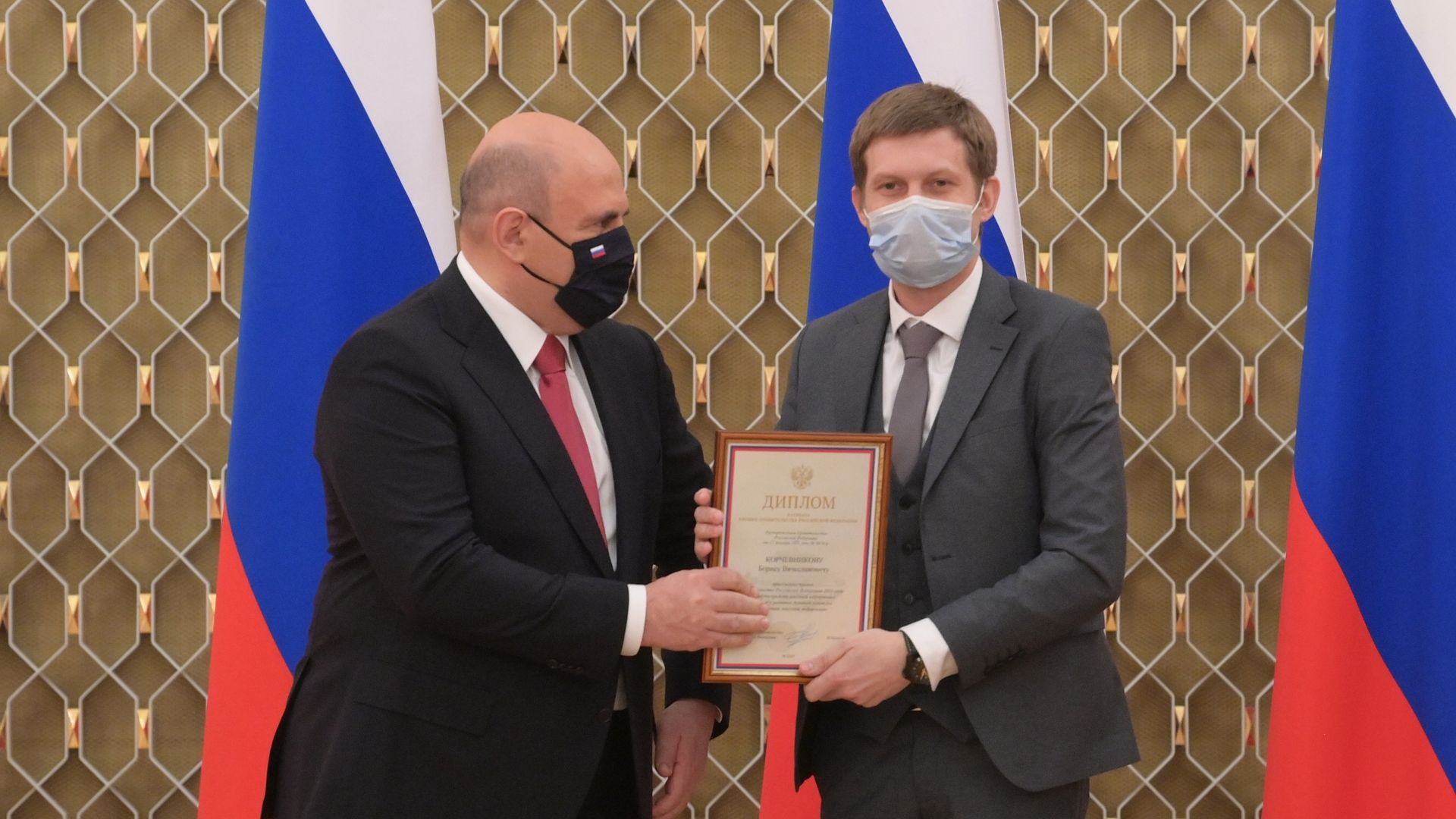
На вручении премий Правительства за 2021 год в области средств массовой информации вместе с Председателем Правительства Российской Федерации М. В. Мишустиным (13 января 2022 года).

- 2004 — лауреат премии Союза журналистов России «Новое имя в журналистике»
- 2010 — документальный цикл «Концлагеря. Дорога в ад» (ТВ Центр) — лауреат национальной телевизионной премии «ТЭФИ» в номинации «Телевизионный документальный сериал»
- 2010 — программа «История российского шоу-бизнеса» (СТС) — лауреат национальной телевизионной премии «ТЭФИ» в номинации «Телевизионный документальный сериал»[70]
- 2014 — медаль ордена «За заслуги перед Отечеством» I степени (Указ Президента России, 22 апреля 2014 года) — за высокий профессионализм и объективность в освещении событий в Республике Крым[71][72]
- 2019 — специальный диплом международного православного кинофестиваля «Покров» — за личный творческий вклад в развитие духовной православной культуры и утверждение христианских идеалов[73]
- 2019 — программа «Судьба человека» (Россия-1) — лауреат национальной телевизионной премии «ТЭФИ» в номинации «Лучшее дневное ток-шоу»[74]
- 2021 — Орден Дружбы — за большой вклад в развитие средств массовой информации и многолетнюю плодотворную деятельность[75]
- 2021 — Лауреат премии Правительства Российской Федерации в области средств массовой информации — за вклад в развитие духовной культуры в средствах массовой информации[4].